# SoHo
SoHo is een buurt in Manhattan in New York. Het ligt tussen Houston Street (noordkant), Lafayette Street (oostkant), Canal Street (zuidkant) en Sixth Avenue (westkant).
De naam Soho klinkt hetzelfde als die van de bekende Londense wijk Soho. De Amerikaanse naam komt echter van 'South of Houston (Street).
Vrijwel de hele buurt met ongeveer vijfhonderd gebouwen, waarvan vele met gietijzer aan de gevels en gelegen aan straten geplaveid met kasseien, vormt sinds de jaren 70 een beschermd stadsgezicht.

## Geschiedenis
SoHo begon ooit als akkerland dat werd uitgegeven aan vrijgelaten slaven van de West-Indische Compagnie. In de negentiende eeuw was de wijk vooral bedoeld voor industrie en handel; vele gebouwen waren ingericht als fabriek of als opslagplaats.

## Kunstenaars en galeries
In de jaren 60 en 70 werden vele van deze bedrijven gesloten. De hallen en lofts werden overgenomen door kunstenaars die de goedkope ruimtes inrichtten als studio's en er soms ook gingen wonen, hoewel de buurt daarvoor eigenlijk niet bestemd was.
Er vestigden zich vele galeries in de buurt van de ateliers en het werd een trendy buurt. In de jaren 80 stegen prijzen van het onroerend goed maar toen rond 1990 de opbrengsten van kunst drastisch daalden, verhuisden vele kunstenaars en galeries naar het goedkopere Chelsea.
Toch staat SoHo nog steeds bekend als een hippe wijk met vele galeries, die trendsettend is op het gebied van mode, en veel te bieden heeft aan liefhebbers van architectuur. Het zuidelijke deel van SoHo begint de laatste tijd steeds meer deel uit te maken van Chinatown met vele Chinese winkeltjes en restaurants.

## Overige
Men spreekt soms van het "SoHo effect", als een goedkope en armoedige wijk flair krijgt door de komst van kunstenaars en alternatievelingen waarna zich yuppies en duurdere winkels vestigen en de prijzen van het onroerend goed een grote vlucht nemen.

## Afbeeldingen

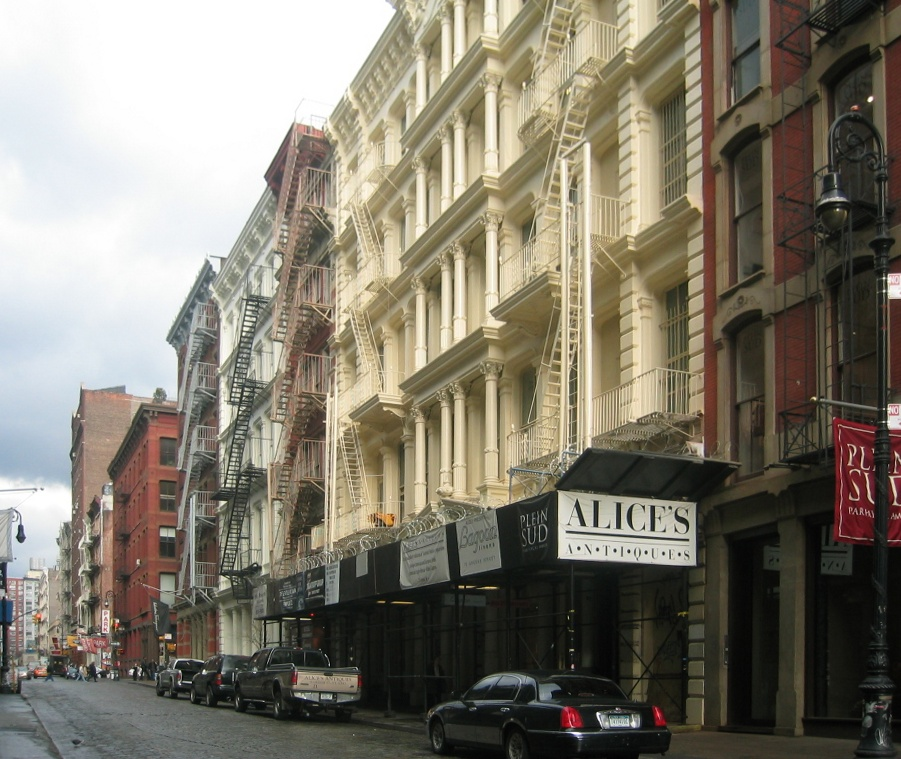
Greene Street
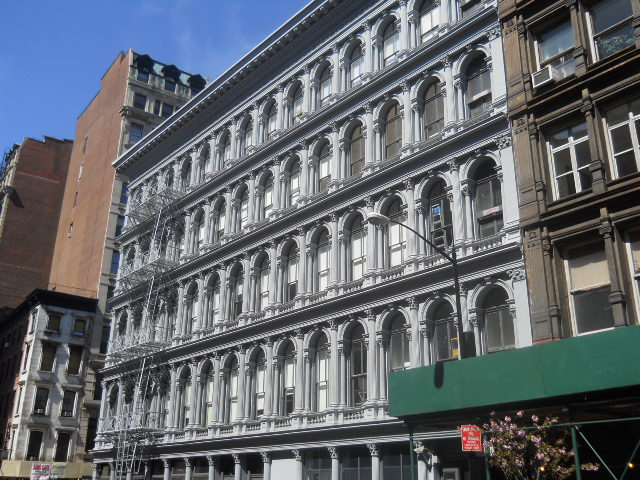
Gevel met gietijzer
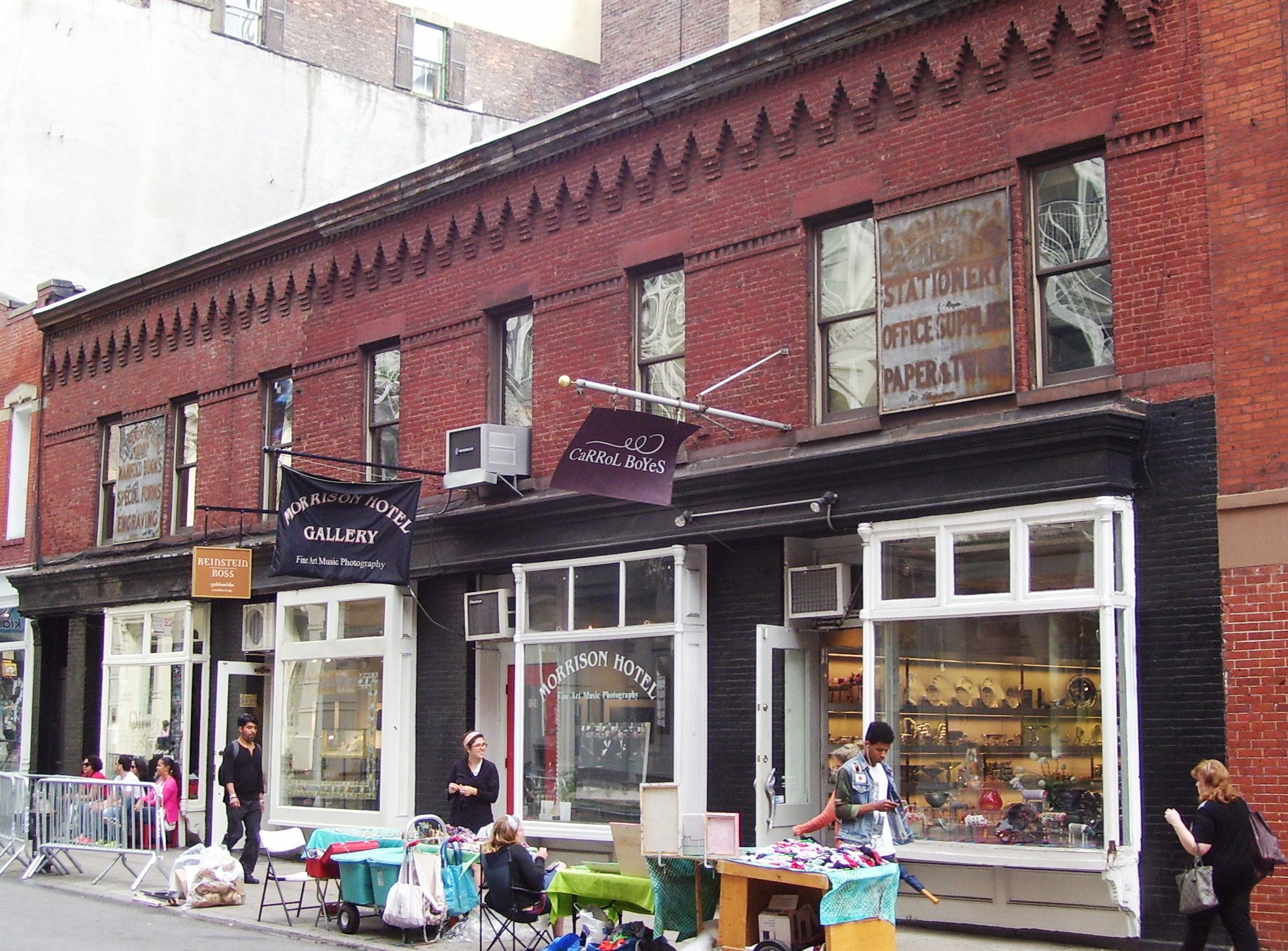
Prince Street
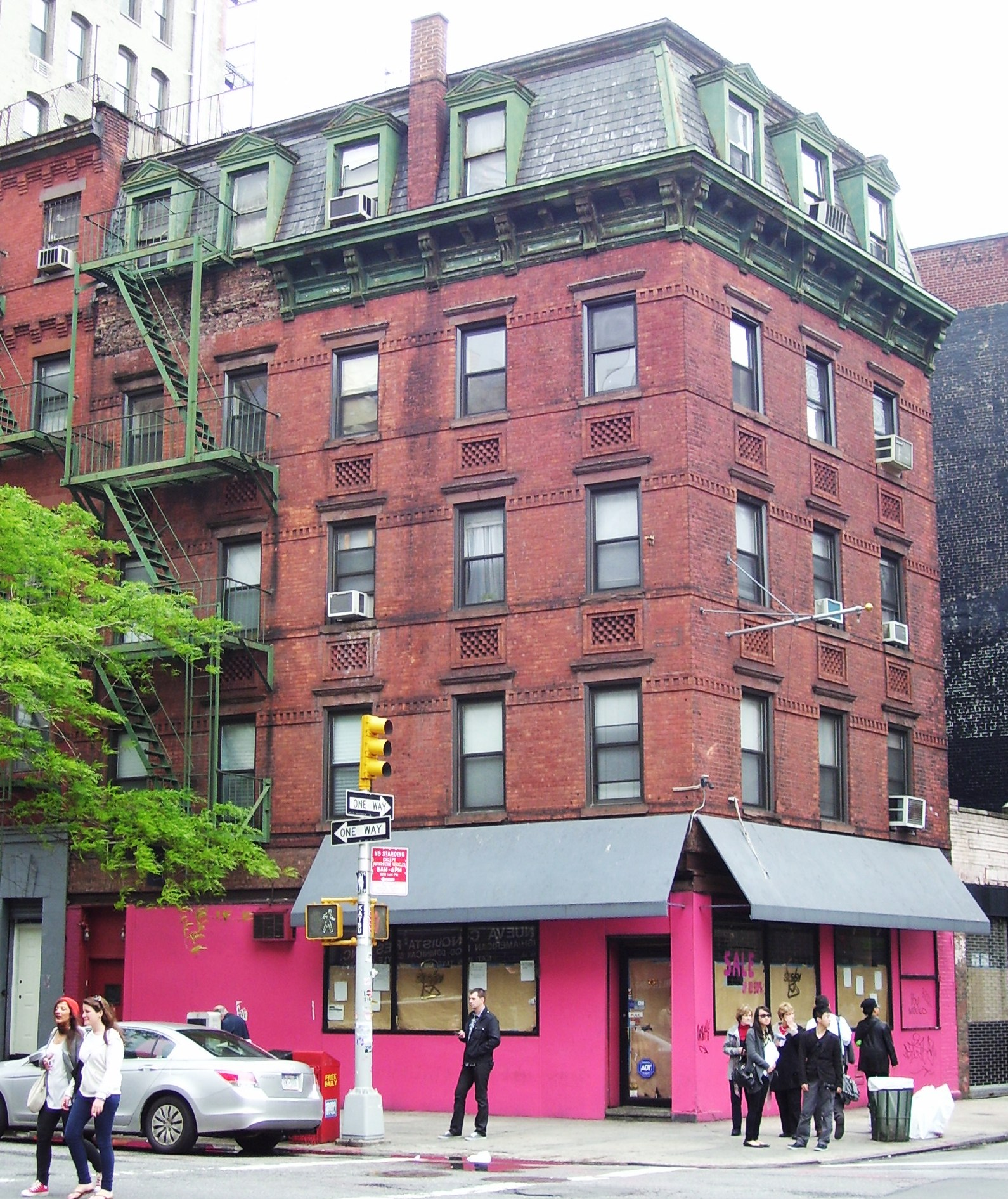
Lafayette Street
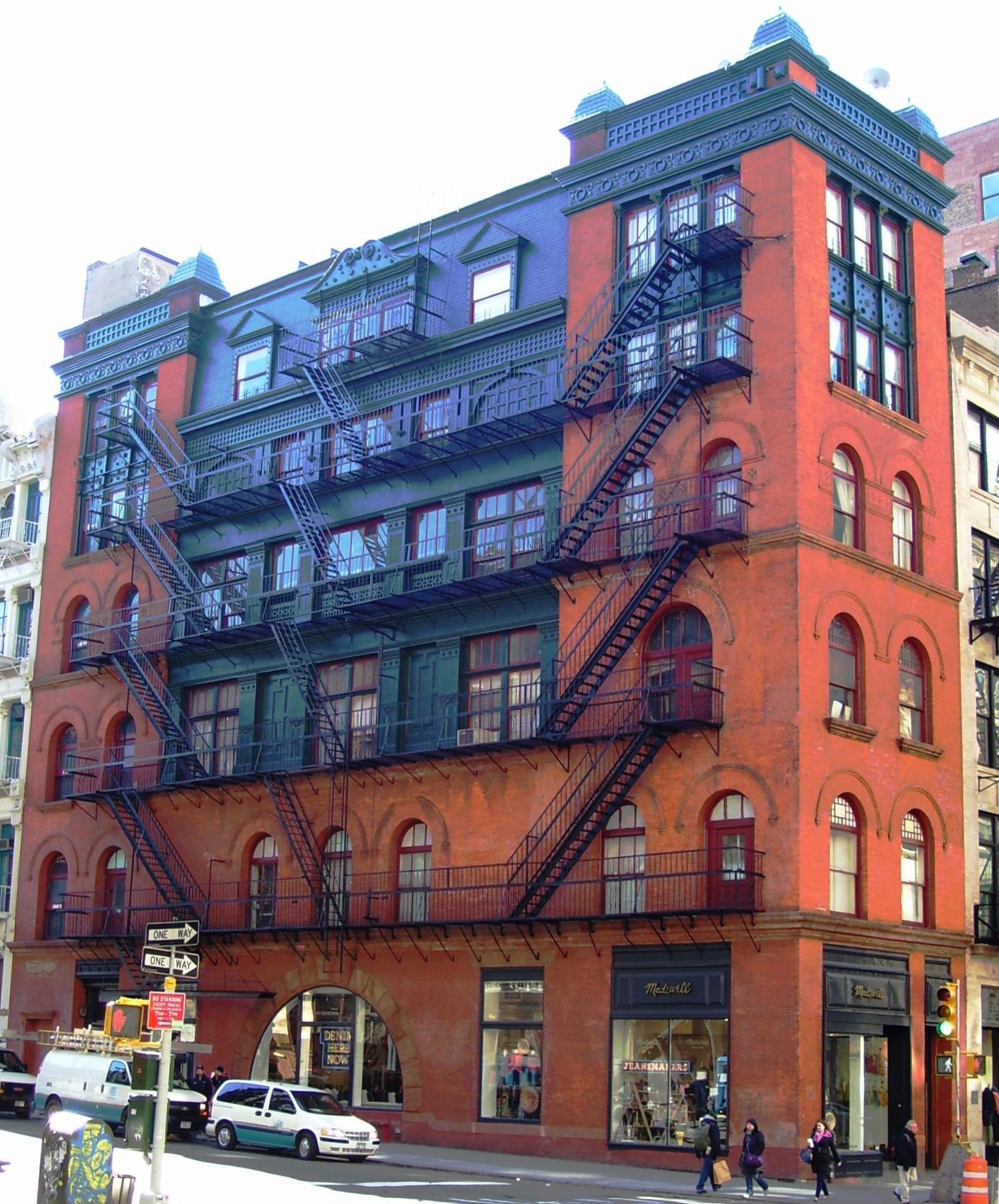
Broadway
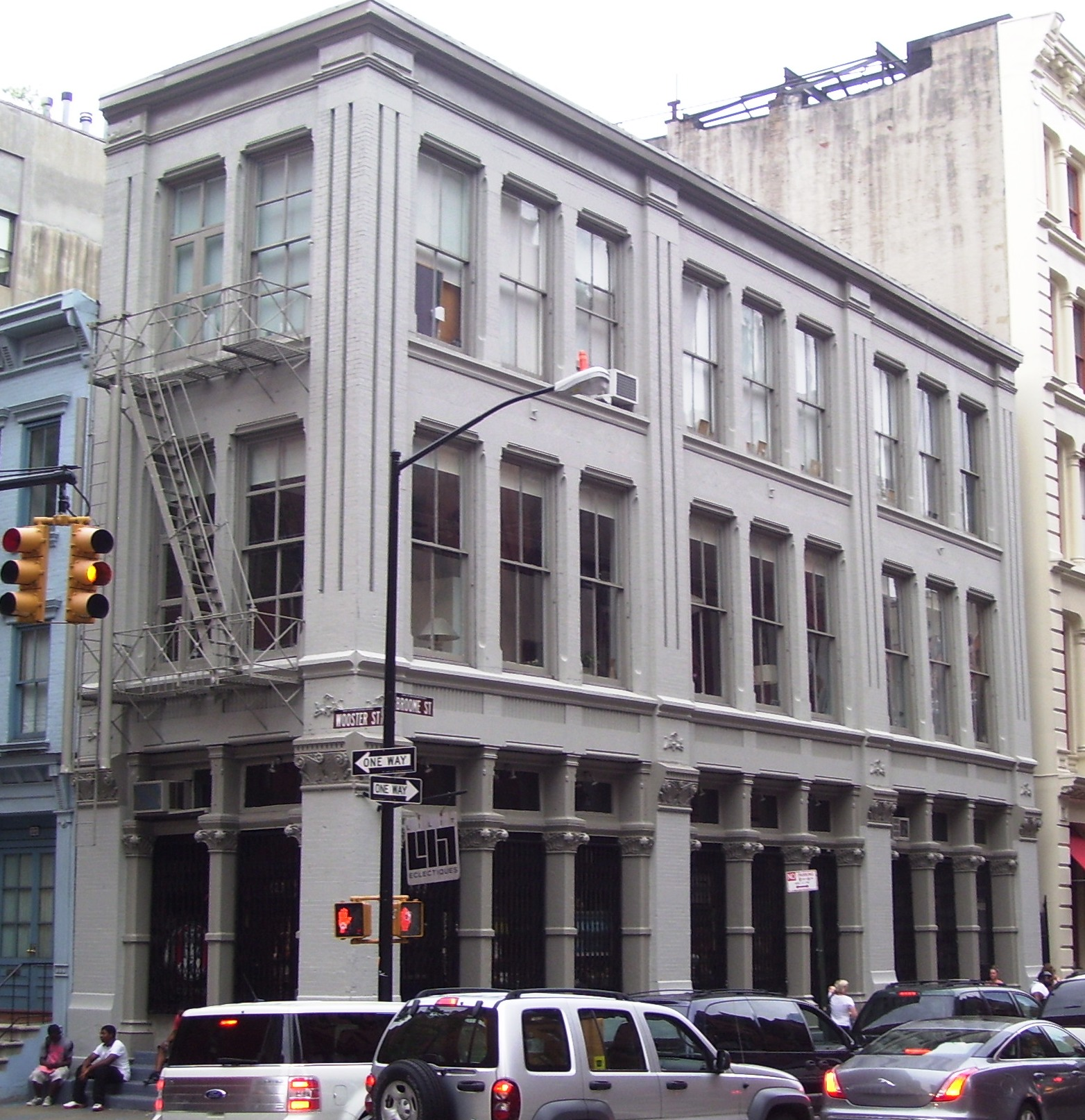
Broome Street
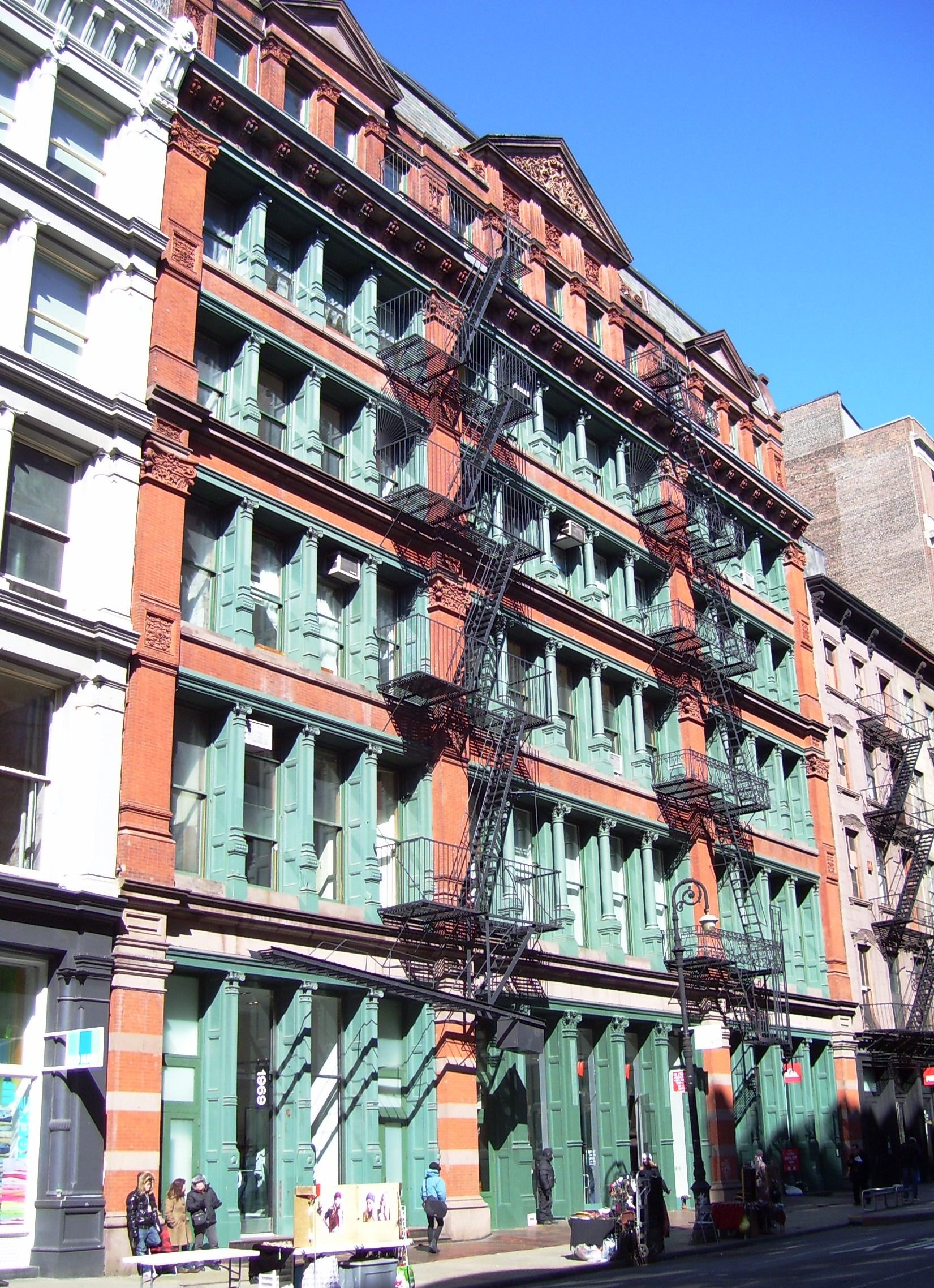
Broadway
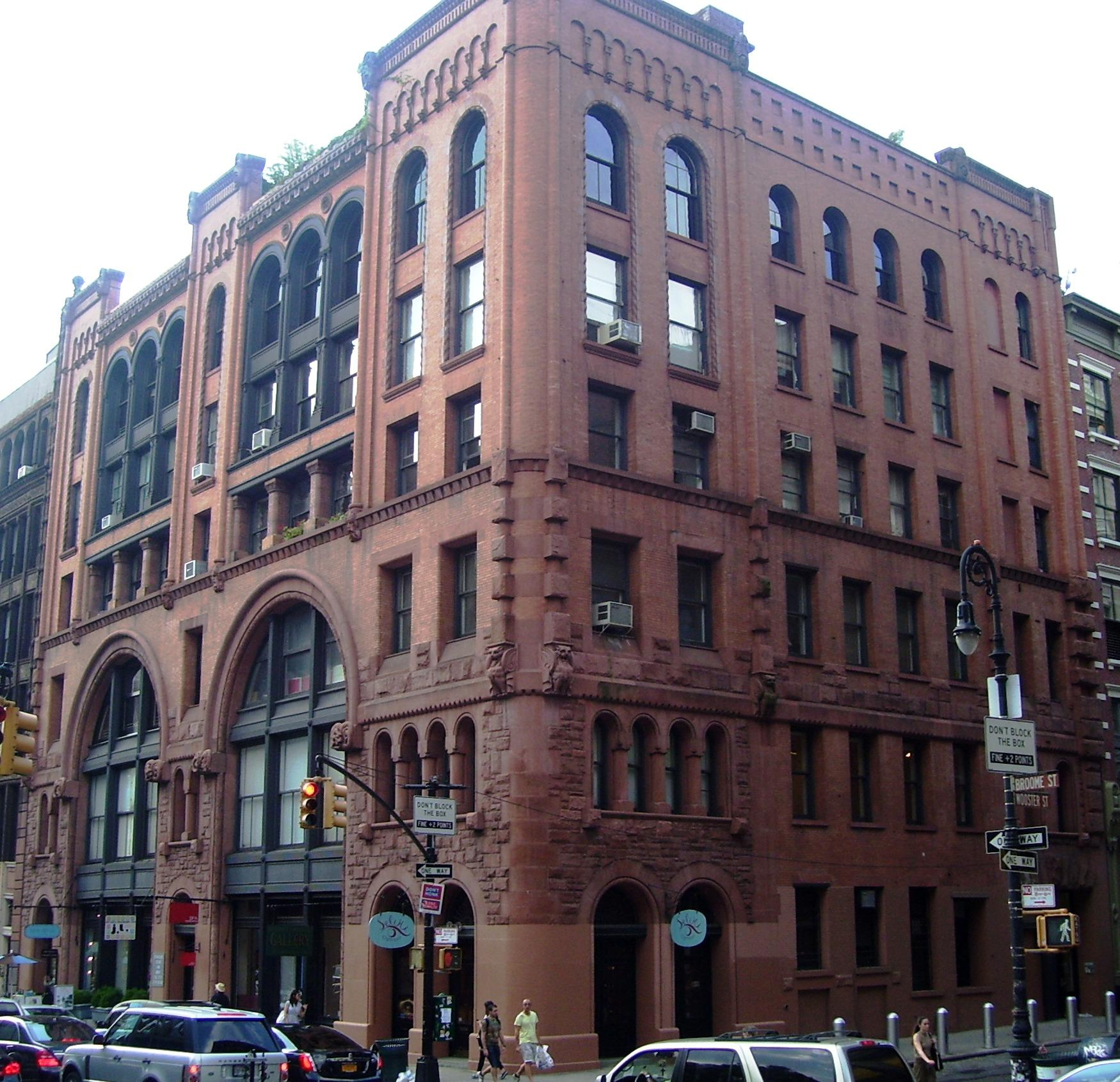
Broome Street

Alphabet City · Battery Park City (Financial District) · Bowery · Carnegie Hill · Chelsea · Chinatown (Financial District) · Civic Center · Greenwich Village · Hamilton Heights · Harlem · Hell's Kitchen · Hudson Yards · Inwood · Kips Bay · Koreatown · Lenox Hill · Lower East Side · Little Italy (Financial District) · Manhattanville · Marble Hill · Meatpacking District · Morningside Heights · Murray Hill · NoHo · Riverside South · Rose Hill · SoHo · South Street Seaport (Financial District) · TriBeCa / Lower West Side · Two Bridges · Upper West Side · Upper East Side · Yorkville · Washington Heights · World Trade Center (Financial District)